# Astorre IV. Manfredi
Astorre IV. Manfredi (* 1470 in Faenza; † 24. Dezember 1509 in Venedig) war ein italienischer Condottiere und der letzte Herr von Faenza.

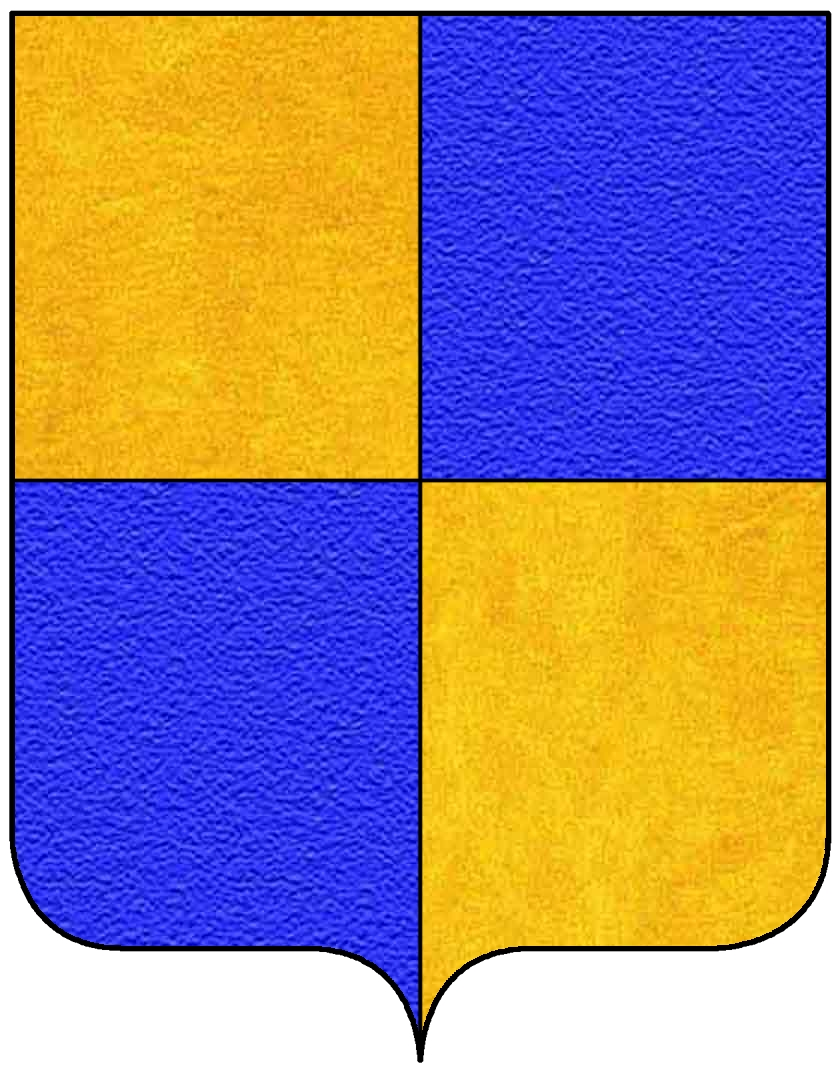
Wappen der Familie Manfredi

## Leben
Francesco Manfredi war der uneheliche Sohn von Galeotto Manfredi und Cassandra Pavoni.
Zur Zeit der Belagerung von Faenza befand er sich außerhalb Italiens in venezianischen Diensten. Nach dem Fall von Faenza und der Beschlagnahmung der Güter Manfredis geriet er in Armut und suchte in Bologna Zuflucht. Giovanni II. Bentivoglio nutzte den Tod von Papst Alexander VI. und den Sturz von Cesare Borgia 1503, um ihm Soldaten und Pferde für die Rückeroberung von Faenza zur Verfügung zu stellen. Francesco gelang es, in die Stadt einzudringen, und die Bevölkerung erkannte ihn als ihren Herrscher an. Er nannte sich Astorre IV, konnte sich aber nur einen Monat an der Macht halten: Die Stadt kam unter die Herrschaft von Venedig.
Im November 1503 wurde ein Abkommen zwischen den Venezianern und den letzten Nachkommen des Manfredi-Clans geschlossen: Francesco (Astorre IV.), seine Vettern Astorgio und Iacopa (die Kinder Lancellottos), der Priester Girolamo di Federico Manfredi, sowie Carlo und Marcantonio, die unehelichen Söhne des Bischofs Federico Manfredi, verpflichteten sich gegen eine Entschädigung, das Gebiet um Faenza für immer zu verlassen.
Francesco starb um 1509 in Venedig; über das weitere Schicksal der Familie Manfredi ist nichts bekannt.

## Nachkommen
Astorre heiratete Beatrice di Carpegna, eine Tochter des Ugo di Carpegna, die Ehe blieb kinderlos.